# Spodbujevalci imunske odzivnosti
Spodbujevalci imunske odzivnosti ali imunostimulanti - ATC koda  L03 je podskupina zdravil v Anatomsko-terapevtskem-kemičnem klasifikacijskem sistemu. To je sistem alfanumeričnih kod, ki jih je razvila organizacija WHO z namenom klasifikacije zdravil in drugih medicinskih produktov. Podskupina L03 je del anatomske skupine L Zdravila z delovanjem na novotvorbe in imunomodulatorji.

Kode za veterinarsko uporabo (ATCvet kode) nastanejo z umestitvijo črke Q pred ATC kodo človeka: na primer, QL03. 
Nacionalne zadeve ATC klasifikacije lahko vključujejo dodatne kode, ki niso prisotne v tem seznamu.

Gre za zdravila, ki spodbujajo imunski odziv bolnika, in sicer bodisi aktivirajo bodisi povečajo aktivnost katere od komponent imunskega sistema. 

Imunostimulanti so specifični ali nespecifični. Specifični spodbujevalci imunskega odziva spodbudijo imunski odziv na določeni antigen oziroma antigene, medtem ko nespecifični imunostimulanti spodbudijo imunski sistem manj ciljno oziroma ne proti določenemu antigenu.

### L03ACitokiniin imunomodulatorji/spodbujevalci

#### L03AAKolonije spodbujajoči faktorji
- L03AA02  Filgrastim
- L03AA03  Molgramostim
- L03AA09  Sargramostim
- L03AA10  Lenograstim
- L03AA12  Ancestim
- L03AA13  Pegfilgrastim

### L03ABInterferoni
- L03AB01  Interferon alfa, naravni
- L03AB02  Interferon beta, naravni
- L03AB03  Interferon gama
- L03AB04  Interferon alfa-2a
- L03AB05  Interferon alfa-2b
- L03AB06  Interferon alfa-n1
- L03AB07  Interferon beta-1a
- L03AB08  Interferon beta-1b
- L03AB09  Interferon alafakon-1
- L03AB10  Peginterferon alfa-2b
- L03AB11  Peginterferon alfa-2a
- L03AB60  Peginterferon alfa 2-b, kombinacije

### L03ACInterlevkini
- L03AC01  Aldeslevkin
- L03AC02  Oprelvekin

### L03AX  Drugi imunostimulanti/spodbujevalci
- L03AX01  Lentinan
- L03AX02  Rokinimeks
- L03AX03  BCG cepivo proti tuberkulozi
- L03AX04  Pegademaza
- L03AX05  Pidotimod
- L03AX07  Poliinozinsko-policitidilna kislina
- L03AX08  Poliinozinsko-policitidilna kislina, stabilizirana s polilizinom in karboksimeti
- L03AX09  Timopentin
- L03AX10  Imunocianin
- L03AX11  Tazonermin
- L03AX12  Cepivo proti melanomu
- L03AX13  Glatiramer acetat